# Peter Cheyney
Peter Cheyney, född 22 februari 1896, död 26 juni 1951, var en brittisk författare med böcker som Hugget som stucket och Mannen är farlig.
Cheyney har skrivit en rad internationellt uppskattade detektivromaner i amerikansk, "hårdkokt" stil, karaktäriserade av högt tempo, roande jargong och snärtig replikföring, oftast med Lemmy Caution som hjälte. De flesta är översatta till svenska. 
På 1950-talet filmatiserades flera av dem med Eddie Constantine som Lemmy Caution, t.ex. Mannen är farlig (1953).